# Que cante la vida por Chile
«Que cante la vida» es un sencillo y una canción caritativa grabada por el supergrupo Artistas por Chile en marzo de 2010 en beneficio a las víctimas del terremoto de Chile de 2010. Es una adaptación del éxito de 1985 «Que cante la vida», que fue escrita e interpretada por Alberto Plaza. La canción fue lanzada el 29 de marzo de 2010, una semana después del otro sencillo de caridad, «Gracias a la vida», que incluye a varios artistas como Juanes, Michael Bublé, Alejandro Sanz, Julieta Venegas, Beto Cuevas y Laura Pausini, entre otros.

## Información
El compositor chileno Alberto Plaza regrabó su canción «Que cante a vida» junto a otros artistas latinos. Plaza fue consciente de todos los detalles, a lado de otro prominente cantautor, Jaime Ciero, que también recibió el apoyo del chileno Mauricio Guerrero, que estuvo donando su trabajo para grabar instrumentos y voces adicionales desde Buenos Aires, Santiago y Los Ángeles, y que ha trabajado con artistas como Céline Dion y Phil Collins.
El proyecto está liderado por EMI Music y Capitol Records con la asistencia de otras compañías discográficas como Warner Music, Sony Music y Universal Music, entre otras en conjunto con el canal de música latina HTV. La canción fue lanzada comercialmente a finales de marzo de 2010.

### Proceso de grabación
Durante las primeras semanas de marzo de 2010, los artistas grabaron sus contribuciones en diferentes ciudades como Madrid, Río de Janeiro, Ciudad de México, Los Ángeles, República Dominicana y Miami.

## Video musical
El 20 de marzo de 2010, Plaza confirmó a través de Twitter la grabación de un video musical para la canción, que fue publicado el 20 de mayo en YouTube, y lanzado el 8 de junio en iTunes.

## Músicos deArtistas por Chile
| Conductores - Alberto Plaza Solistas (en orden de aparición) - Luis Fonsi (2) - Aleks Syntek - Alejandra Guzmán - Álex Ubago - Juan Luis Guerra - Ricardo Montaner (2) - Fanny Lu - Pablo Holman (Kudai) - Gianmarco - Franco De Vita - Carlos Baute - Noel Schajris (ex Sin Bandera) | - Lena Burke - Pablo Herrera - Pee Wee - Fonseca - A.B Quintanilla - Gabriela Villalba (Kudai) - Alexandre Pires - Juan Fernando Velasco - Koko Stambuk - Jorge Villamizar (Bacilos y Alex, Jorge & Lena) - Christian Chávez (ex RBD) - Mario Guerrero (Rojo, la película) - Marciano Cantero - Fausto Miño - Belinda - Alberto Plaza |

## Créditos
- Productor musical: Jaime Ciero.
- Mezcla: Mauricio Guerrero.
- Ingeniero asistente: Alfredo Fuentes.
- Video producido por Alberto Plaza y EMI.
- Realizado por Juan Asuaje.

## Fechas de lanzamiento
| Región         | Fecha               | Discográfica | Formato          |
| -------------- | ------------------- | ------------ | ---------------- |
| Chile          | 29 de marzo de 2010 | EMI Records  | Descarga digital |
| Chile          | 29 de marzo de 2010 | EMI Records  | Radio airplay    |
| Estados Unidos | 6 de abril de 2010  | EMI Records  | Descarga digital |
| México         | 6 de abril de 2010  | EMI Records  | Descarga digital |

## Posicionamiento
| Lista (2010)  | Posición |
| ------------- | -------- |
| Chile Top 100 | 52       |